# Red Velvet (Band)/Diskografie
Diese Diskografie ist eine Übersicht über die musikalischen Werke der südkoreanischen Girlgroup Red Velvet. Red Velvet wurde 2014 von der südkoreanischen Talentagentur S.M. Entertainment gegründet und besteht aus fünf Mitgliedern. Den Quellenangaben und Schallplattenauszeichnungen zufolge hat sie bisher mehr als 13,6 Millionen Tonträger verkauft.

## Alben

### Studioalben
| Jahr                   | Titel Musiklabel                                       | Höchstplatzierung, Gesamtwochen, AuszeichnungChartplatzierungen (Jahr, Titel, Musiklabel, Platzierungen, Wochen, Auszeichnungen, Anmerkungen) | Höchstplatzierung, Gesamtwochen, AuszeichnungChartplatzierungen (Jahr, Titel, Musiklabel, Platzierungen, Wochen, Auszeichnungen, Anmerkungen) | Anmerkungen                                                 |
| Jahr                   | Titel Musiklabel                                       | KR | JP | Anmerkungen                                                 |
| ---------------------- | ------------------------------------------------------ | --- | --- | ----------------------------------------------------------- |
| Südkoreanische EPs     |                                                        | | |                                                             |
|                        |                                                        | | |                                                             |
| 2015                   | The Red SM Entertainment, Genie Music                  | KR1 (118 Wo.)KR | JP47 (1 Wo.)JP | Erstveröffentlichung: 9. September 2015                     |
| 2017                   | Perfect Velvet SM Entertainment, Genie Music           | KR2 (61 Wo.)KR | JP20 (2 Wo.)JP | Erstveröffentlichung: 17. November 2017                     |
| 2018                   | The Perfect Red Velvet a SM Entertainment, Genie Music | KR1 (77 Wo.)KR | JP29 (2 Wo.)JP | Erstveröffentlichung: 29. Januar 2018                       |
| 2023                   | Chill Kill SM Entertainment                            | KR2 ×2Doppelplatin · (10 Wo.)KR | JP14 (3 Wo.)JP | Erstveröffentlichung: 13. November 2023 Verkäufe: + 500.000 |
| Japanische Studioalben |                                                        | | |                                                             |
|                        |                                                        | | |                                                             |
| 2022                   | Bloom Avex Trax, SM Entertainment Japan                | — | JP5 (6 Wo.)JP | Erstveröffentlichung: 6. April 2022                         |

### Kompilationen
| Jahr | Titel Musiklabel                                    | Höchstplatzierung, Gesamtwochen, AuszeichnungChartplatzierungen (Jahr, Titel, Musiklabel, Platzierungen, Wochen, Auszeichnungen, Anmerkungen) | Höchstplatzierung, Gesamtwochen, AuszeichnungChartplatzierungen (Jahr, Titel, Musiklabel, Platzierungen, Wochen, Auszeichnungen, Anmerkungen) | Anmerkungen                                                 |
| Jahr | Titel Musiklabel                                    | KR | JP | Anmerkungen                                                 |
| ---- | --------------------------------------------------- | --- | --- | ----------------------------------------------------------- |
| 2019 | The ReVe Festival: Finale SM Entertainment, Dreamus | KR1 Platin · (30 Wo.)KR | JP24 (1 Wo.)JP | Erstveröffentlichung: 23. Dezember 2019 Verkäufe: + 250.000 |

### EPs
| Jahr               | Titel Musiklabel                                         | Höchstplatzierung, Gesamtwochen, AuszeichnungChartplatzierungen (Jahr, Titel, Musiklabel, Platzierungen, Wochen, Auszeichnungen, Anmerkungen) | Höchstplatzierung, Gesamtwochen, AuszeichnungChartplatzierungen (Jahr, Titel, Musiklabel, Platzierungen, Wochen, Auszeichnungen, Anmerkungen) | Höchstplatzierung, Gesamtwochen, AuszeichnungChartplatzierungen (Jahr, Titel, Musiklabel, Platzierungen, Wochen, Auszeichnungen, Anmerkungen) | Anmerkungen                                                 |
| Jahr               | Titel Musiklabel                                         | KR | JP | US | Anmerkungen                                                 |
| ------------------ | -------------------------------------------------------- | --- | --- | --- | ----------------------------------------------------------- |
| Südkoreanische EPs |                                                          | | | |                                                             |
|                    |                                                          | | | |                                                             |
| 2015               | Ice Cream Cake SM Entertainment, Genie Music             | KR1 (169 Wo.)KR | — | — | Erstveröffentlichung: 18. März 2015                         |
| 2016               | The Velvet SM Entertainment, Genie Music                 | KR1 (57 Wo.)KR | — | — | Erstveröffentlichung: 17. März 2016                         |
| 2016               | Russian Roulette SM Entertainment, Genie Music           | KR1 (97 Wo.)KR | JP40 (2 Wo.)JP | — | Erstveröffentlichung: 7. September 2016                     |
| 2017               | Rookie SM Entertainment, Genie Music                     | KR1 (98 Wo.)KR | JP43 (2 Wo.)JP | — | Erstveröffentlichung: 1. Februar 2017                       |
| 2017               | The Red Summer SM Entertainment, Genie Music             | KR1 (98 Wo.)KR | JP27 (2 Wo.)JP | — | Erstveröffentlichung: 10. Juli 2017                         |
| 2018               | Summer Magic SM Entertainment, Dreamus                   | KR1 (23 Wo.)KR | JP12 (2 Wo.)JP | — | Erstveröffentlichung: 6. August 2019                        |
| 2018               | RBB SM Entertainment, Dreamus                            | KR3 (42 Wo.)KR | JP33 (1 Wo.)JP | — | Erstveröffentlichung: 30. November 2018                     |
| 2019               | The ReVe Festival: Day 1 SM Entertainment, Dreamus       | KR1 Platin · (65 Wo.)KR | JP20 (2 Wo.)JP | — | Erstveröffentlichung: 19. Juni 2019 Verkäufe: + 250.000     |
| 2019               | The ReVe Festival: Day 2 SM Entertainment, Dreamus       | KR1 (56 Wo.)KR | JP17 (2 Wo.)JP | — | Erstveröffentlichung: 20. August 2019                       |
| 2021               | Queendom SM Entertainment, Dreamus                       | KR2 Platin · (22 Wo.)KR | JP11 (1 Wo.)JP | — | Erstveröffentlichung: 16. August 2021 Verkäufe: + 250.000   |
| 2022               | The ReVe Festival 2022 – Feel My Rhythm SM Entertainment | KR1 ×2Doppelplatin · (12 Wo.)KR | JP6 (13 Wo.)JP | — | Erstveröffentlichung: 21. März 2022 Verkäufe: + 500.000     |
| 2022               | The ReVe Festival 2022 – Birthday SM Entertainment       | KR2 ×3Dreifachplatin · (11 Wo.)KR | — | — | Erstveröffentlichung: 28. November 2022 Verkäufe: + 750.000 |
| 2024               | Cosmic SM Entertainment                                  | KR3 (3 Wo.)KR | — | US145 (1 Wo.)US | Erstveröffentlichung: 24. Juni 2024                         |
| Japanische EPs     |                                                          | | | |                                                             |
|                    |                                                          | | | |                                                             |
| 2018               | #Cookie Jar Avex Trex                                    | — | JP3 (10 Wo.)JP | — | Erstveröffentlichung: 4. Juli 2018                          |
| 2019               | Sappy Avex Trex                                          | — | JP4 (6 Wo.)JP | — | Erstveröffentlichung: 29. Mai 2019                          |

## Singles

### Als Leadmusikerinnen
| Jahr | Titel Album                                              | Höchstplatzierung, Gesamtwochen, AuszeichnungChartsChartplatzierungen (Jahr, Titel, Album, Platzierungen, Wochen, Auszeichnungen, Anmerkungen) | Anmerkungen                                                      |
| Jahr | Titel Album                                              | KR | Anmerkungen                                                      |
| --- | -------------------------------------------------------- | --- | ---------------------------------------------------------------- |
| Südkoreanische Singles |                                                          | |                                                                  |
| |                                                          | |                                                                  |
| 2014 | Happiness (행복) –                                       | KR5 (7 Wo.)KR | Erstveröffentlichung: 1. August 2014                             |
| 2014 | Be Natural –                                             | KR33 (1 Wo.)KR | Erstveröffentlichung: 13. Oktober 2014 feat. Taeyong             |
| 2015 | Automatic Ice Cream Cake                                 | KR32 (2 Wo.)KR | Erstveröffentlichung: 14. März 2015                              |
| 2015 | Ice Cream Cake                                           | KR4 (17 Wo.)KR | Erstveröffentlichung: 15. März 2015                              |
| 2015 | Dumb Dumb Ice Cream Cake                                 | KR2 (28 Wo.)KR | Erstveröffentlichung: 9. September 2015                          |
| 2015 | Wish Tree (세가지 소원) Winter Garden                    | KR33 (3 Wo.)KR | Erstveröffentlichung: 18. Dezember 2015                          |
| 2016 | One of These Nights (7월 7일) The Velvet                 | KR10 (5 Wo.)KR | Erstveröffentlichung: 17. März 2016                              |
| 2016 | Russian Roulette                                         | KR2 (38 Wo.)KR | Erstveröffentlichung: 7. September 2016 Verkäufe: + 2.500.000    |
| 2017 | Rookie                                                   | KR3 (28 Wo.)KR | Erstveröffentlichung: 1. Februar 2017                            |
| 2017 | Would U SM Station Season 2                              | KR13 (4 Wo.)KR | Erstveröffentlichung: 31. März 2017                              |
| 2017 | Red Flavor (빨간 맛) The Red Summer                      | KR1 (90 Wo.)KR | Erstveröffentlichung: 9. Juli 2017 Verkäufe: + 2.500.000         |
| 2017 | Rebirth (환생) SM Station Season 2                       | KR78 (2 Wo.)KR | Erstveröffentlichung: 18. August 2017                            |
| 2017 | Peek-a-Boo (피카부) Perfect Velvet                       | KR2 (26 Wo.)KR | Erstveröffentlichung: 17. November 2017                          |
| 2018 | Bad Boy The Perfect Red Velvet                           | KR2 Platin · (36 Wo.)KR | Erstveröffentlichung: 29. Januar 2018 Verkäufe: + 2.500.000      |
| 2018 | Power Up Summer Magic                                    | KR1 Platin · (51 Wo.)KR | Erstveröffentlichung: 6. August 2018 Verkäufe: + 2.500.000       |
| 2018 | RBB (Really Bad Boy) RBB                                 | KR10 (21 Wo.)KR | Erstveröffentlichung: 30. November 2018                          |
| 2019 | Close to Me (Red Velvet Remix) Brightest Blue            | — | Erstveröffentlichung: 19. Juni 2019 mit Ellie Goulding and Diplo |
| 2019 | Zimzalabim (짐살라빔) The ReVe Festival: Day 1           | KR11 (15 Wo.)KR | Erstveröffentlichung: 19. Juni 2019                              |
| 2019 | Umpah Umpah (음파음파) The ReVe Festival: Day 2          | KR18 (15 Wo.)KR | Erstveröffentlichung: 20. August 2019                            |
| 2019 | Psycho The ReVe Festival: Finale                         | KR2 Platin (Streaming) · (50 Wo.)KR | Erstveröffentlichung: 23. Dezember 2019                          |
| 2020 | Milky Way SM Station Our Beloved BoA                     | KR119 (3 Wo.)KR | Erstveröffentlichung: 21. August 2020 Promo-Single               |
| 2021 | Queendom                                                 | KR5 (28 Wo.)KR | Erstveröffentlichung: 16. August 2021                            |
| 2022 | Feel My Rhythm The ReVe Festival 2022 – Feel My Rhythm   | KR3 Platin (Streaming) · (54 Wo.)KR | Erstveröffentlichung: 21. März 2022                              |
| 2022 | Birthday The ReVe Festival 2022 – Birthday               | KR23 (3 Wo.)KR | Erstveröffentlichung: 21. März 2022                              |
| 2022 | Beautiful Christmas 2022 Winter SM Town: SMCU Palace     | KR113 (3 Wo.)KR | Erstveröffentlichung: 9. Dezember 2022 mit Aespa                 |
| 2023 | Chill Kill                                               | KR11 (15 Wo.)KR | Erstveröffentlichung: 13. November 2023                          |
| 2024 | Cosmic                                                   | KR29 (13 Wo.)KR | Erstveröffentlichung: 24. Juni 2024                              |
| 2024 | Sweet Dreams Cosmic                                      | — | Erstveröffentlichung: 2024                                       |
| Japanische Singles |                                                          | |                                                                  |
| |                                                          | |                                                                  |
| 2018 | #Cookie Jar                                              | — | Erstveröffentlichung: 27. März 2018                              |
| 2019 | Sappy                                                    | — | Erstveröffentlichung: 27. März 2019                              |
| 2019 | Sayonara Sappy                                           | — | Erstveröffentlichung: 27. März 2019                              |
| 2022 | Wildside Bloom                                           | — | Erstveröffentlichung: 27. März 2022                              |
| Folgende Lieder erschienen nicht als Single, wurden aber durch das Album zum Download und Streaming bereitgestellt und konnten somit eine Platzierung erlangen: |                                                          | |                                                                  |
| |                                                          | |                                                                  |
| 2015 | Somethin Kinda Crazy Ice Cream Cake                      | KR52 (1 Wo.)KR | Charteinstieg: 18. März 2015                                     |
| 2015 | Take It Slow Ice Cream Cake                              | KR64 (1 Wo.)KR | Charteinstieg: 18. März 2015                                     |
| 2015 | Candy Ice Cream Cake                                     | KR66 (1 Wo.)KR | Charteinstieg: 18. März 2015                                     |
| 2015 | Stupid Cupid Ice Cream Cake                              | KR74 (1 Wo.)KR | Charteinstieg: 18. März 2015                                     |
| 2015 | Oh Boy The Red                                           | KR35 (2 Wo.)KR | Charteinstieg: 9. September 2015                                 |
| 2015 | Huff n Puff The Red                                      | KR36 (2 Wo.)KR | Charteinstieg: 9. September 2015                                 |
| 2015 | Campfire The Red                                         | KR68 (1 Wo.)KR | Charteinstieg: 9. September 2015                                 |
| 2015 | Don’t You Wait No More The Red                           | KR69 (1 Wo.)KR | Charteinstieg: 9. September 2015                                 |
| 2015 | Day 1 The Red                                            | KR74 (1 Wo.)KR | Charteinstieg: 9. September 2015                                 |
| 2015 | Red Dress The Red                                        | KR78 (1 Wo.)KR | Charteinstieg: 9. September 2015                                 |
| 2015 | Lady’s Room The Red                                      | KR83 (1 Wo.)KR | Charteinstieg: 9. September 2015                                 |
| 2015 | Time Slip The Red                                        | KR88 (1 Wo.)KR | Charteinstieg: 9. September 2015                                 |
| 2015 | Cool World The Red                                       | KR95 (1 Wo.)KR | Charteinstieg: 9. September 2015                                 |
| 2016 | Cool Hot Sweet Love The Velvet                           | KR48 (1 Wo.)KR | Charteinstieg: 17. März 2016                                     |
| 2016 | Rose Scent Breeze The Velvet                             | KR61 (1 Wo.)KR | Charteinstieg: 17. März 2016                                     |
| 2016 | First Time The Velvet                                    | KR70 (1 Wo.)KR | Charteinstieg: 17. März 2016                                     |
| 2016 | Light Me Up The Velvet                                   | KR79 (1 Wo.)KR | Charteinstieg: 17. März 2016                                     |
| 2016 | Lucky Girl Russian Roulette                              | KR42 (2 Wo.)KR | Charteinstieg: 7. September 2016                                 |
| 2016 | Sunny Afternoon Russian Roulette                         | KR78 (1 Wo.)KR | Charteinstieg: 7. September 2016                                 |
| 2016 | Bad Dracula Russian Roulette                             | KR81 (1 Wo.)KR | Charteinstieg: 7. September 2016                                 |
| 2016 | My Dear Russian Roulette                                 | KR84 (1 Wo.)KR | Charteinstieg: 7. September 2016                                 |
| 2016 | Fool Russian Roulette                                    | KR89 (1 Wo.)KR | Charteinstieg: 7. September 2016                                 |
| 2016 | Some Love Russian Roulette                               | KR100 (1 Wo.)KR | Charteinstieg: 7. September 2016                                 |
| 2017 | Little Little Rookie                                     | KR41 (2 Wo.)KR | Charteinstieg: 1. Februar 2017                                   |
| 2017 | Talk to Me Rookie                                        | KR67 (1 Wo.)KR | Charteinstieg: 1. Februar 2017                                   |
| 2017 | Happily Ever After Rookie                                | KR71 (1 Wo.)KR | Charteinstieg: 1. Februar 2017                                   |
| 2017 | Last Love Rookie                                         | KR72 (1 Wo.)KR | Charteinstieg: 1. Februar 2017                                   |
| 2017 | Body Talk Rookie                                         | KR79 (1 Wo.)KR | Charteinstieg: 1. Februar 2017                                   |
| 2017 | You Better Know The Red Summer                           | KR14 (2 Wo.)KR | Charteinstieg: 10. Juli 2017                                     |
| 2017 | Zoo The Red Summer                                       | KR24 (1 Wo.)KR | Charteinstieg: 10. Juli 2017                                     |
| 2017 | Mojito The Red Summer                                    | KR32 (1 Wo.)KR | Charteinstieg: 10. Juli 2017                                     |
| 2017 | Hear the Sea The Red Summer                              | KR35 (1 Wo.)KR | Charteinstieg: 10. Juli 2017                                     |
| 2017 | Look Perfect Velvet                                      | KR80 (2 Wo.)KR | Charteinstieg: 17. November 2017                                 |
| 2017 | Moonlight Melody Perfect Velvet                          | KR98 (1 Wo.)KR | Charteinstieg: 17. November 2017                                 |
| 2018 | All Right The Perfect Red Velvet                         | KR79 (1 Wo.)KR | Charteinstieg: 29. Januar 2018                                   |
| 2018 | With You Summer Magic                                    | KR34 (2 Wo.)KR | Charteinstieg: 6. August 2018                                    |
| 2018 | Blue Lemonade Summer Magic                               | KR68 (1 Wo.)KR | Charteinstieg: 6. August 2018                                    |
| 2018 | Mr. E Summer Magic                                       | KR80 (1 Wo.)KR | Charteinstieg: 6. August 2018                                    |
| 2018 | Hit That Drum Summer Magic                               | KR83 (1 Wo.)KR | Charteinstieg: 6. August 2018                                    |
| 2018 | Mosquito Summer Magic                                    | KR88 (1 Wo.)KR | Charteinstieg: 6. August 2018                                    |
| 2019 | Sunny Side Up! The ReVe Festival: Day 1                  | KR123 (2 Wo.)KR | Charteinstieg: 19. Juni 2019                                     |
| 2019 | Milkshake The ReVe Festival: Day 1                       | KR181 (1 Wo.)KR | Charteinstieg: 19. Juni 2019                                     |
| 2019 | Parade The ReVe Festival: Day 1                          | KR184 (1 Wo.)KR | Charteinstieg: 19. Juni 2019                                     |
| 2019 | Carpool The ReVe Festival: Day 2                         | KR169 (1 Wo.)KR | Charteinstieg: 20. August 2019                                   |
| 2019 | Love Is the Way The ReVe Festival: Day 2                 | KR199 (1 Wo.)KR | Charteinstieg: 20. August 2019                                   |
| 2019 | In & Out The ReVe Festival: Finale                       | KR88 (3 Wo.)KR | Charteinstieg: 23. Dezember 2019                                 |
| 2019 | Remember Forever The ReVe Festival: Finale               | KR128 (1 Wo.)KR | Charteinstieg: 23. Dezember 2019                                 |
| 2021 | Pose Queendom                                            | KR105 (3 Wo.)KR | Charteinstieg: 16. August 2021                                   |
| 2021 | Knock on Wood Queendom                                   | KR112 (1 Wo.)KR | Charteinstieg: 16. August 2021                                   |
| 2021 | Hello, Sunset (다시, 여름) Queendom                      | KR137 (1 Wo.)KR | Charteinstieg: 16. August 2021                                   |
| 2021 | Better Be Queendom                                       | KR138 (1 Wo.)KR | Charteinstieg: 16. August 2021                                   |
| 2021 | Pushin’ N Pullin’ Queendom                               | KR139 (1 Wo.)KR | Charteinstieg: 16. August 2021                                   |
| 2022 | Rainbow Halo The ReVe Festival 2022 – Feel My Rhythm     | KR119 (1 Wo.)KR | Charteinstieg: 21. März 2022                                     |
| 2022 | Beg for Me The ReVe Festival 2022 – Feel My Rhythm       | KR138 (1 Wo.)KR | Charteinstieg: 21. März 2022                                     |
| 2022 | Bamboleo The ReVe Festival 2022 – Feel My Rhythm         | KR124 (1 Wo.)KR | Charteinstieg: 21. März 2022                                     |
| 2022 | Good, Bad, Ugly The ReVe Festival 2022 – Feel My Rhythm  | KR177 (1 Wo.)KR | Charteinstieg: 21. März 2022                                     |
| 2022 | In My Dreams The ReVe Festival 2022 – Feel My Rhythm     | KR129 (1 Wo.)KR | Charteinstieg: 21. März 2022                                     |
| 2022 | Bye Bye The ReVe Festival 2022 – Birthday                | KR155 (1 Wo.)KR | Charteinstieg: 28. November 2022                                 |
| 2022 | On a Ride (롤러코스터) The ReVe Festival 2022 – Birthday | KR120 (1 Wo.)KR | Charteinstieg: 28. November 2022                                 |
| 2022 | Zoom The ReVe Festival 2022 – Birthday                   | KR161 (1 Wo.)KR | Charteinstieg: 28. November 2022                                 |
| 2022 | Celebrate The ReVe Festival 2022 – Birthday              | KR189 (1 Wo.)KR | Charteinstieg: 28. November 2022                                 |
| 2023 | Knock Knock (Who’s There?) Chill Kill                    | KR127 (1 Wo.)KR | Charteinstieg: 17. November 2023                                 |
| 2024 | Sunflower Cosmic                                         | KR157 (1 Wo.)KR | Charteinstieg: 2024                                              |

### Beiträge für Soundtracks
| Jahr | Titel Album                                                            | Höchstplatzierung, Gesamtwochen, AuszeichnungChartsChartplatzierungen (Jahr, Titel, Album, Platzierungen, Wochen, Auszeichnungen, Anmerkungen) | Anmerkungen                            |
| Jahr | Titel Album                                                            | KR | Anmerkungen                            |
| ---- | ---------------------------------------------------------------------- | --- | -------------------------------------- |
| 2015 | Goodbye (안녕) Immortal Songs: Singing the Legend                      | — | Erstveröffentlichung: 2015             |
| 2016 | To Get What Your Heart Wants (너에게 원한건) Two Yoo Project Sugar Man | — | Erstveröffentlichung: 2016             |
| 2016 | Yossism Telemonster                                                    | — | Erstveröffentlichung: 2016             |
| 2018 | I Will Leave (떠날 거야) Two Yoo Project Sugar Man                     | — | Erstveröffentlichung: 2018             |
| 2019 | See the Stars Hotel del Luna OST Part 8                                | KR50 (7 Wo.)KR | Erstveröffentlichung: 10. August 2019  |
| 2020 | Just Sing (Trolls World Tour) Trolls World Tour                        | — | Erstveröffentlichung: 13. März 2020    |
| 2020 | Future (미래) Start-Up                                                 | KR180 (1 Wo.)KR | Erstveröffentlichung: 17. Oktober 2020 |

## Videoalben
| Jahr | Titel                                      | Höchstplatzierung, Gesamtwochen, AuszeichnungChartsChartplatzierungen (Jahr, Titel, Platzierungen, Wochen, Auszeichnungen, Anmerkungen) | Anmerkungen                             |
| Jahr | Titel                                      | JP | Anmerkungen                             |
| ---- | ------------------------------------------ | --- | --------------------------------------- |
| 2018 | Red Velvet 1st Concert “Red Room” in Japan | JP8 (3 Wo.)JP | Erstveröffentlichung: 9. September 2018 |
| 2019 | Red Velvet 2nd Concert “Redmare” in Japan  | JP12 (3 Wo.)JP | Erstveröffentlichung: 31. Juli 2019     |

## Musikvideos
| Jahr | Titel                        | Regisseur(e)               |
| ---- | ---------------------------- | -------------------------- |
| 2014 | Happiness                    | Woogie Kim                 |
| 2014 | Be Natural                   | Kwon Soonwook, Shim Jaewon |
| 2015 | Automatic                    | Shin Heewon                |
| 2015 | Ice Cream Cake               | Woogie Kim                 |
| 2015 | Dumb Dumb                    | Beomjin J                  |
| 2016 | Wish Tree                    | Jeong Minseo               |
| 2016 | One Of These Nights          | Shin Heewon                |
| 2016 | Russian Roulette             | Shin Heewon                |
| 2017 | Rookie                       | Shin Heewon                |
| 2017 | Would U                      | Koh In-gon                 |
| 2017 | Red Flavor                   | Seong Chang-won            |
| 2017 | Rebirth                      | Shindong                   |
| 2017 | Peek-A-Boo                   | Kim Zi-yong                |
| 2018 | Bad Boy                      | Kim Ja-kyeong              |
| 2018 | I Just                       | Themselves                 |
| 2018 | #Cookie Jar                  | Oh Ji-won                  |
| 2018 | Power Up                     | Kim Ja-kyeong              |
| 2018 | RBB (Really Bad Boy)         | Oui Kim                    |
| 2019 | Sappy                        | Kim Woo-je                 |
| 2019 | Zimzalabim                   | Beomjin (VM Project)       |
| 2019 | Milkshake                    | LUXMEDIA                   |
| 2019 | Umpah Umpah                  | O (Shin Hee-won)           |
| 2019 | Psycho                       | O (Shin Hee-won)           |
| 2021 | Queendom                     | 725 (SL8IGHT)              |
| 2021 | Queendom (Demicat Remix)     | 725 (SL8IGHT)              |
| 2021 | Bad Boy (PREP Remix)         | Unbekannt                  |
| 2022 | Feel My Rhythm               | O (Shin Hee-won)           |
| 2022 | Birthday                     | Kim Hyunsoo (SEGAJI)       |
| 2022 | Wildside                     | VSHOP (Vikings League)     |
| 2022 | Beautiful Christmas          | Unbekannt                  |
| 2023 | Red Flavor (Mar Vista Remix) | Unbekannt                  |
| 2023 | Chill Kill                   | Lee Youngeum (OGG Visual)  |
| 2024 | Cosmic                       | Lee Hye-in (2eehyeinfilm)  |

## Statistik

### Chartauswertung
|                     | KR     | JP     | US    |
| ------------------- | ------ | ------ | ----- |
| Nummer-eins-Alben   | KR12KR | JP—JP  | US—US |
| Top-10-Alben        | KR18KR | JP4JP  | US—US |
| Alben in den Charts | KR18KR | JP17JP | US1US |

|                       | KR     |
| --------------------- | ------ |
| Nummer-eins-Singles   | KR2KR  |
| Top-10-Singles        | KR14KR |
| Singles in den Charts | KR91KR |

|                          | JP    |
| ------------------------ | ----- |
| Nummer-eins-Videoalben   | JP—JP |
| Top-10-Videoalben        | JP1JP |
| Videoalben in den Charts | JP2JP |

### Auszeichnungen für Musikverkäufe
Anmerkung: Auszeichnungen in Ländern aus den Charttabellen bzw. Chartboxen sind in ebendiesen zu finden.
| Land/RegionAuszeichnungen für Musikverkäufe (Land/Region, Auszeichnungen, Verkäufe, Quellen) | Gold | Platin       | Verkäufe  | Quellen        |
| -------------------------------------------------------------------------------------------- | ---- | ------------ | --------- | -------------- |
| Südkorea (KMCA)                                                                              | —    | 14× Platin14 | 7.500.000 | circlechart.kr |
| Insgesamt                                                                                    | —    | 14× Platin14 |           |                |